# Susteren

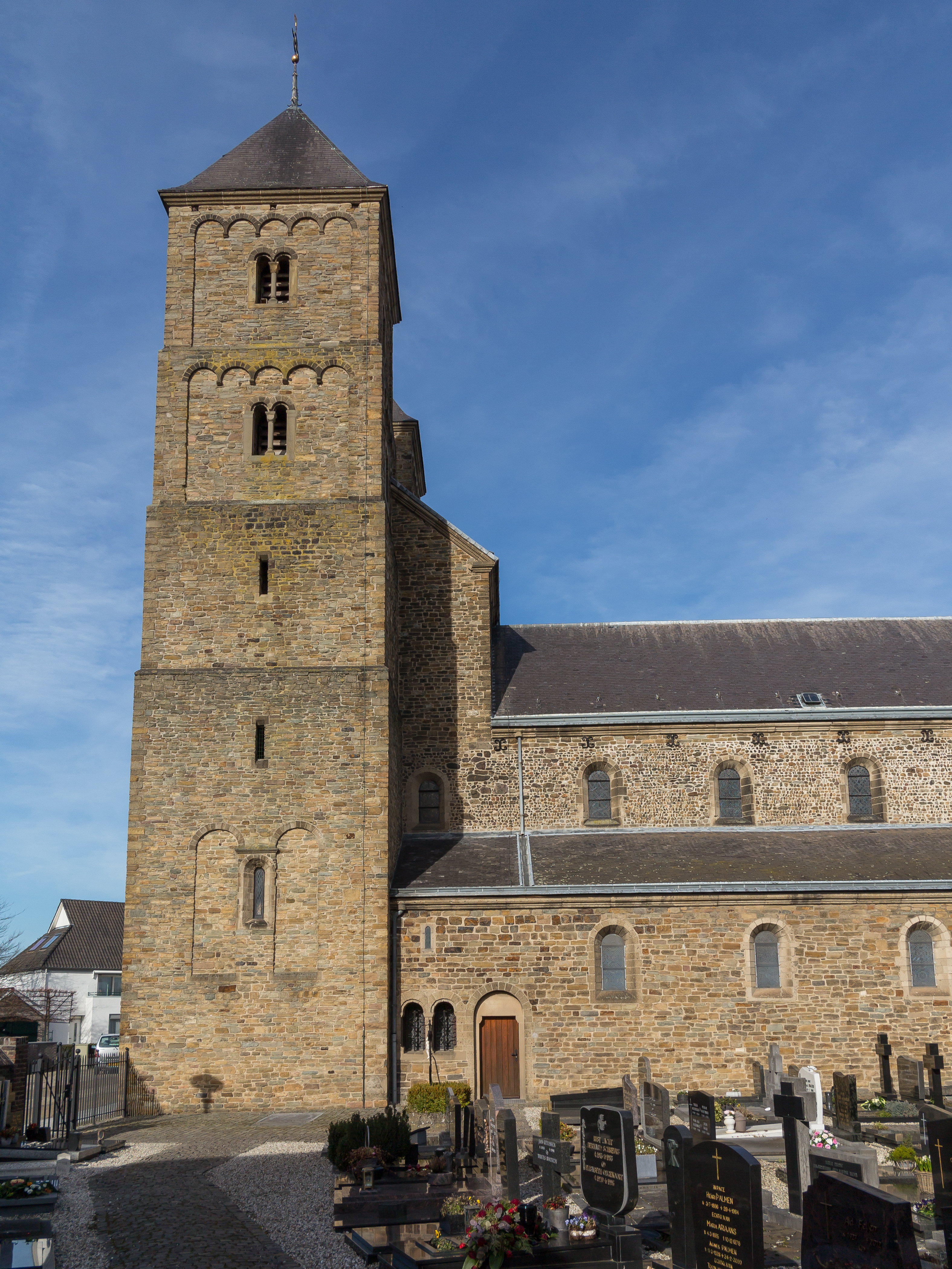
Susteren, basilique Saint-Amelberg

Susteren est une petite ville située dans la commune néerlandaise d'Echt-Susteren, dans la province du Limbourg. Le 1er janvier 2008, le village comptait 7 384 habitants.
Susteren a été une commune indépendante jusqu'au 1er janvier 2003. À cette date, elle a fusionné avec Echt, pour former la nouvelle commune d'Echt-Susteren.

## Histoire

### Découvertes archéologiques
Les plus anciennes découvertes archéologiques effectuées à Susteren concernent la préhistoire. Il est devenu évident, par exemple, qu'un établissement de l'âge du fer a existé dans le quartier "In de Mehre". Il a peut-être été précédé d'un peuplement à l'âge du bronze. Diverses découvertes ont été faites dans le village et ses environs pour l'époque romaine (après le début de notre ère). Dans les années 1950, plusieurs sépultures romaines ont été découvertes au nord du noyau médiéval de Susteren. Un établissement datant de la transition de la période romaine tardive au début du Moyen Âge a été fouillé à Holtum, à l'ouest de Susteren. Également lors des fouilles de l'abbaye médiévale, en 1991-1993, des découvertes de l'âge du fer et de l'époque romaine ont été faites. Il s'agit principalement de tessons de poterie retrouvés dans le ruisseau qui passait près de l'abbaye. Il est possible que le domaine donné à Willibrord par Pépin au VIIIe siècle remonte à une villa romaine. Cependant, aucune trace des bâtiments de villa n'a été retrouvée. Lors de la fouille, des vestiges de l'abbaye ont été retrouvés sous forme de traces de bâtiments en bois (VIIIe et Xe siècles), fondations d'édifices en pierre (XIe et XIXe siècles), puits, puisards, fours et plus d'une centaine de sépultures (VIIIe et XIe siècles). Le monastère était situé au nord de la basilique Saint-Amelberg, qui, comme le monastère, était d'abord dédiée à Salvator. Le plus ancien monastère est lié dans son plan aux monastères des VIIe et VIIIe siècles de Northumbrie (Jarrow, Monkwearmouth), la région d'où Willibrord est originaire. Le Salvatorpatrocinium est également dressé sur les fondations d'une église fondée par Willibrord à Utrecht.

### Histoire
Le 2 mars 714, Pépin de Herstal fonda une abbaye à Susteren, en faisant don du domaine près du ruisseau Suestra à Willibrord, l'abbaye de Susteren. L'abbaye a d'abord été habitée par des moines et à partir de la fin du IXe siècle par des religieuses. Au XIIIe siècle, elle devient le lieu de vie de riches chanoinesses. À l'époque de la présence française révolutionnaire, le monastère a été fermé et démoli peu de temps après. L'actuelle basilique Saint-Amelberg a remplacé l'église romane antérieure de cette abbaye. En 900, le roi Zwentibold y a été inhumé. Susteren est connu comme lieu de pèlerinage pour les personnes ayant des problèmes dentaires et tous les sept ans, une procession a lieu.
Les échevins de Susteren apparaissent pour la première fois le 14 septembre 1260. Cette année-là, Susteren est intégré dans les possessions du comté de Gueldre. La ville a reçu les droits de cité en 1276 par Renaud Ier de Gueldre. L'acte le plus ancien des échevins date du 29 décembre 1312. En 1385, il est fait mention d'un rempart et de douves, ces dernières étant alimentées par le Roode Beek. Jusqu'en 1801, Susteren était le chef-lieu du Landdekenaat de Susteren (nl). De 1400 à 1794 Susteren appartenait au duché de Juliers.
Au début du XIXe siècle, les remparts sont démolis et, à la fin de ce siècle, des aménagements apparaissent à l'extérieur de la limite des anciens remparts, notamment en direction du nord-est.

## Lieux remarquables
- La basilique de Sainte-Amelberg (nl), datant du XIe siècle.
- L'église Notre-Dame de l'Immaculée Conception.
- La chapelle de Lourdes sur l'Elzenweg, chapelle en briques avec une grotte de Lourdes derrière une clôture.
- La chapelle Maria dans le quartier de Heide.
- La grotte de Lourdes dans le quartier de Heide.